# Patrimoni dell'umanità dell'Iran
I patrimoni dell'umanità dell'UNESCO sono luoghi importanti per il patrimonio culturale o naturale come descritto nella Convenzione del patrimonio mondiale dell'UNESCO, istituita nel 1972. L'Iran ha accettato la convenzione il 26 febbraio 1975, rendendo i suoi siti storici idonei per l'inclusione nell'elenco. Al 2025, sono inclusi ventinove siti in Iran.
I primi tre siti in Iran, Piazza Naqsh-e jahàn a Isfahan, Persepoli e Choqa zanbil, sono stati iscritti nell'elenco alla 3ª sessione del Comitato del patrimonio mondiale, svoltosi a Parigi nel 1979. Rimasero le uniche proprietà classificate della Repubblica Islamica fino al 2003, quando il Takht-e Soleyman fu aggiunto alla lista. L'ultima aggiunta è stata quella di "Ectabana'', iscritta nel 2024.
Oltre ai suoi siti iscritti, l'Iran elenca anche cinquantacinque proprietà sulla sua lista provvisoria.

## Siti Patrimonio dell'Umanità
La tavola è una sorta di colonna cliccabile con nella parte superiore della colonna appropriata; alfanumericamente per le colonne Sito, Area e Anno; per stato membro per la colonna Località; e per tipo di criterio per la colonna Criteri. I siti transfrontalieri vengono ordinati in basso.
Sito; intitolato in base alla designazione ufficiale del Comitato del patrimonio mondiale
Località; a livello cittadino, regionale o provinciale e geocoordinati
Criterio; come definito dal comitato del patrimonio mondiale
Area; in ettari. Se disponibile, è stata annotata anche la dimensione della zona. Una mancanza di valore implica che nessun dato è stato pubblicato dall'UNESCO
Anno; durante il quale il sito è stato iscritto nella Lista
Descrizione; brevi informazioni sul sito, inclusi i motivi per qualificarsi come sito a rischio, se applicabile
| Sito                                                                             | Immagine | Località                                                                                           | Criterio                                   | Area           | Anno | Descrizione |
| -------------------------------------------------------------------------------- | -------- | -------------------------------------------------------------------------------------------------- | ------------------------------------------ | -------------- | ---- | ----------- |
| Complessi monastici armeni in Iran                                               |          | Provincia dell'Azerbaijan occidentale 38°58′44″N 45°28′24″E                                        | Culturale:IrnArm (ii)(iii)(vi)             | 129            | 2008 | [ 8 ]       |
| Bam e il suo paesaggio culturale                                                 |          | Provincia di Kerman 29°07′00″N 58°22′00″E                                                          | Culturale:IrnBam (ii)(iii)(iv)(v)          | —              | 2004 | [ 9 ]       |
| Bisotun                                                                          |          | Provincia di Kermanshah 34°23′18″N 47°26′12″E                                                      | Culturale:IrnBis (ii)(iii)                 | 187            | 2006 | [ 10 ]      |
| Paesaggio culturale di Maymand                                                   |          | Provincia di Kerman 30°10′05″N 55°22′32″E                                                          | Culturale:IrnCul (v)                       | 4 954          | 2015 | [ 11 ]      |
| Torre di Gonbad-e Kavus                                                          |          | Golestan 37°15′29″N 55°10′08″E                                                                     | Culturale:IrnGon (i)(ii)(iii)(iv)          | 1              | 2012 | [ 12 ]      |
| Palazzo del Golestan                                                             |          | Teheran 35°40′47″N 51°25′13″E                                                                      | Culturale:IrnGon (ii)(iii)(iv)             | 5,3            | 2013 | [ 13 ]      |
| Dasht-e Lut                                                                      |          | Provincie di Kerman, Sistan e Balucistan 30°12′58″N 58°50′20″E                                     | Naturale:IrnLut (vii)(viii)                | 2.278.012      | 2016 | [ 14 ]      |
| Città storiche sasanidi della provincia di Fars (Bishapur, Firuzabad, Sarvestan) |          | Provincia di Fars 29°46′39″N 51°34′14″E                                                            | Culturale:IrnThePerQan (ii)(iii)(v)        | 639,3          | 2018 | [ 15 ]      |
| Moschea del Venerdì di Isfahan                                                   |          | Isfahan, provincia di Isfahan 32°40′11″N 51°41′07″E                                                | Culturale:IrnMas (ii)                      | 2.075          | 2012 | [ 16 ]      |
| Piazza Naqsh-e jahàn                                                             |          | Isfahan, provincia di Isfahan 32°39′27″N 51°40′40″E                                                | Culturale:IrnMei (i)(v)(vi)                | —              | 1979 | [ 17 ]      |
| Pasargade                                                                        |          | Provincia di Fars30°11′38″N 53°10′02″E                                                             | Culturale:IrnPas (i)(ii)(iii)(iv)          | 160            | 2004 | [ 18 ]      |
| Persepoli                                                                        |          | Provincia di Fars 29°56′04″N 52°53′25″E                                                            | Culturale:IrnPer (i)(iii)(vi)              | 12,5           | 1979 | [ 19 ]      |
| Shahr-i Sokhta                                                                   |          | Provincie di Sistan e Balucistan 30°35′38″N 61°19′40″E                                             | Culturale:IrnPer (ii)(iii)(iv)             | 275            | 2014 | [ 20 ]      |
| Santuario e tomba dello sceicco Safī al-Dīn                                      |          | Provincia di Ardabil38°14′55″N 48°17′29″E                                                          | Cultural:IrnShe (i)(ii)(iv)                | 2 (4,9)        | 2010 | [ 21 ]      |
| Storico sistema idraulico di Shushtar                                            |          | Khuzestan Province32°01′07″N 48°50′09″E                                                            | Cultural:IrnShu (i)(ii)(v)                 | 240 (590)      | 2009 | [ 22 ]      |
| Il mausoleo di Soltaniyeh                                                        |          | Zanjan Province36°26′07″N 48°47′48″E                                                               | Cultural:IrnSha (ii)(iii)(iv)              | 790 (2 000)    | 2005 | [ 23 ]      |
| Susa                                                                             |          | Khuzestan Province32°11′22″N 48°15′22″E                                                            | Cultural:IrnSus (i)(ii)(iii)(iv)           | 350 (860)      | 2015 | [ 24 ]      |
| Bazar storici di Tabriz                                                          |          | East Azerbaijan Province38°04′53″N 46°17′35″E                                                      | Cultural:IrnTab (ii)(iii)(iv)              | 29 (72)        | 2010 | [ 25 ]      |
| Takht-e Soleyman                                                                 |          | Provincia dell'Azerbaijan occidentale 36°36′14″N 47°14′06″E                                        | Cultural:IrnTak (i)(ii)(iii)(iv)(vi)       | 10 (25)        | 2003 | [ 26 ]      |
| Choqa zanbil                                                                     |          | Khuzestan Province32°05′00″N 48°32′00″E                                                            | Cultural:IrnTch (iii)(iv)                  | —              | 1979 | [ 27 ]      |
| Giardino persiano                                                                |          | Many Provinces (Fars, Kerman, Razavi Khorasan, Yazd, Mazandaran, and Isfahan Provinces)            | Cultural:IrnThePerGar (i)(ii)(iii)(iv)(vi) | 716 (1 770)    | 2011 | [ 28 ]      |
| Il qanat persiano                                                                |          | Razavi Khorasan, South Khorasan, Yazd, Kerman, Markazi and Isfahan Provinces 34°17′24″N 58°39′16″E | Cultural:IrnThePerQan (iii)(iv)            | —              | 2016 | [ 29 ]      |
| Città storica di Yazd                                                            |          | Yazd, Yazd Province 31°53′50″N 54°22′04″E                                                          | Cultural:IrnThePerQan (iii)(v)             | 195,67 (483,5) | 2017 | [ 30 ]      |
| Ferrovia trans-iraniana                                                          |          | da Bandar-e Emam a Gorgan                                                                          | Culturale (iii) (v)                        |                | 2021 | [ 31 ]      |
| Paesaggio culturale di Hawraman/Uramanat                                         |          | Hawraman - Uramanat                                                                                | Culturale (iii) (v)                        |                | 2021 | [ 32 ]      |

### Lista provvisoria
Oltre ai siti iscritti nella lista del Patrimonio Mondiale, gli stati membri possono mantenere un elenco di siti provvisori che possono prendere in considerazione per la nomina. Le candidature per la lista del Patrimonio Mondiale sono accettate solo se il sito è stato precedentemente elencato nell'elenco provvisorio. A febbraio 2018, l'Iran elenca cinquantasei proprietà nella sua lista provvisoria:
| Nome                                                          | Immagine                               | Località | Categoria Criterio e Riferimento   | Data       |
| ------------------------------------------------------------- | -------------------------------------- | --- | ---------------------------------- | ---------- |
| Alisadr Cave                                                  |                                        | Hamadan Province | Natural (vii)(viii)(ix) 5220       | 09/08/2007 |
| Arasbaran Protected Area                                      |                                        | Azerbaijan Province | Natural (vii)(viii)(ix)(x) 5217    | 09/08/2007 |
| Asbads (windmill) of Iran                                     | Khurasan-e Razavi, Sistan e Balucistan | Cultural (i)(ii)(iv)(v) 6192 |                                    | 02/02/2017 |
| Bastam and Kharghan                                           |                                        | Cultural (ii)(iii)(iv) 5198 |                                    | 09/08/2007 |
| Bazaar of Qaisariye in Laar                                   | Laar, Provincia di Fars                | Cultural (i)(ii)(iii)(vi) 5196 |                                    | 09/08/2007 |
| Cultural Landscape of Alamout                                 |                                        | Village of Alamout, Qazvin | Mixed (ii)(iv)(v)(vi)(viii) 5206   | 09/08/2007 |
| Damavand                                                      |                                        | Tehran Province | Natural (vii)(viii)(ix)(x) 5278    | 05/02/2008 |
| Firuzabad Ensemble                                            |                                        | Firuzabad, Provincia di Fars | Cultural 893                       | 22/05/1997 |
| Ghaznavi- Seljukian Axis in Khorasan                          |                                        | Khorasan Province | Cultural (i)(ii)(iii)(iv) 5211     | 09/08/2007 |
| Hamoun Lake                                                   | Provincia di Sistan e Balucistan       | Natural (vii)(viii)(ix)(x) 5276 |                                    | 05/02/2008 |
| Harra Protected Area                                          |                                        | Hormozgan Province | Natural (vii)(viii)(ix)(x) 5277    | 05/02/2008 |
| Hegmataneh                                                    | Hamadan Province                       | Cultural (i)(ii)(iii)(iv) 5272 |                                    | 05/02/2008 |
| Historic ensemble of Qasr-e Shirin                            | Qasr-e Shrin, Kermanshah Province      | Cultural 889 |                                    | 22/05/1997 |
| Historic Monument of Kangavar                                 |                                        | Kangavar, Kermanshah Province | Cultural (iii) 5189                | 09/08/2007 |
| Historical Ensemble of Qasr-e Shirin                          | Qasr-e Shirin, Kermanshah Province     | Cultural (ii)(iv) 5188 | 09/08/2007                         |            |
| Hyrcanian Forest (Caspian Forest)                             |                                        | Hyrcanian forest covered some parts of Three provinces of Iran including: Golestan Province: The entirety of the southern and southwestern areas as well as parts of the eastern regions of the Gorgan plain is covered with Hyrcanian forest, totaling an area | Natural (vii)(viii)(ix)(x) 5214    | 09/08/2007 |
| Imam Reza Holy Complex                                        |                                        | Mashhad, Khurasan-e Razavi Province | Cultural (i)(ii)(iii)(iv)(vi) 6194 | 02/02/2017 |
| Industrial Heritage of textile in the central Plateau of Iran | Isfahan, Yazd and Kerman Provinces     | Cultural (i)(ii)(iii)(iv) 6196 |                                    | 02/02/2017 |
| Jame' (Congregational) Mosque of Isfahan                      |                                        | provincia di Isfahan | Cultural 888                       | 22/05/1997 |
| Jiroft                                                        |                                        | Provincia di Kerman | Cultural (ii)(iii)(v)(vi) 5210     | 09/08/2007 |
| Kaboud Mosque                                                 |                                        | Tabriz, East Azerbaijan Province | Cultural (i)(ii)(iii)(iv) 5202     | 09/08/2007 |
| Kerman Historical-Cultural Structure                          | Provincia di Kerman                    | Cultural (i)(ii)(iii)(iv)(vi) 5271 |                                    | 05/02/2008 |
| Khabr National Park and Ruchun Wildlife Refuge                | Provincia di Kerman                    | Natural (vii)(viii)(ix)(x) 5219 |                                    | 09/08/2007 |
| Khorramabad Valley                                            | Khorramabad, Luristan Province         | Cultural (i)(iii)(iv)(v) 5209 |                                    | 09/08/2007 |
| Kuh-e Khuaja                                                  | Zabol, Sistan e Balucistan             | Cultural (ii)(iii)(iv) 5184 |                                    | 09/08/2007 |
| Nasqsh-e Rostam and Naqsh-e Rajab                             |                                        | Marvdasht, Fars Province | Cultural 598                       | 22/05/1997 |
| Natural-Historical Complex / Cave of Karaftoo                 | Kurdistan Province                     | Mixed |                                    | 02/02/2017 |
| Persepolis and other relevant buildings                       |                                        | Provincia di Fars | Cultural                           | 09/08/2007 |
| Persian Caravanserai                                          |                                        | Khurasan-e Razavi, Isfahan and Yazd Provinces | Cultural                           | 02/02/2017 |
| Qeshm Island                                                  |                                        | Hormozgan province | Natural                            | 09/08/2007 |
| Sabalan                                                       |                                        | Ardabil Province | Natural                            | 09/08/2007 |
| Salt Domes of Iran                                            |                                        | Provincia di Fars, Bushehr, Hormozgan, Qom and Zanjan | Natural                            | 02/02/2017 |
| Shush                                                         |                                        | 100 km south of Ahvaz, Khuzestan province | Cultural                           | 22/05/1997 |
| Silk Route (Also as Silk Road)                                | Khorasan Province                      | Cultural (i) |                                    | 05/02/2008 |
| Tape Sialk                                                    |                                        | provincia di Isfahan | Cultural                           | 22/05/1997 |
| Taq-e Bostan                                                  |                                        | Kermanshah, Kermanshah Province | Cultural                           | 09/08/2007 |
| The Collection of Historical Bridges                          |                                        | Lorestan Province | Cultural                           | 05/02/2008 |
| The Complex of Izadkhast                                      |                                        | Provincia di Fars | Cultural                           | 09/08/2007 |
| The Cultural Landscape of Uramanat                            | Uramanat Village, Kurdistan Province   | Cultural |                                    | 09/08/2007 |
| The Cultural-Natural Landscape of Ramsar                      | City of Ramsar, Province of Mazandaran | Mixed |                                    | 09/08/2007 |
| The Great Wall of Gorgan                                      |                                        | Golestan | Culturale                          | 02/02/2017 |
| The Historical City of Masouleh                               |                                        | City of Masouleh, Gilan Province | Cultural                           | 09/08/2007 |
| The Historical City of Maybod                                 |                                        | Maybod, Yazd Province | Cultural                           | 09/08/2007 |
| The Historical Port of Siraf                                  |                                        | Province of Bushehr | Cultural (v)                       | 09/08/2007 |
| The Historical Texture of Damghan                             |                                        | Semnan Province | Cultural (ii)(iii)(iv)(v)          | 09/08/2007 |
| The Historical Village of Abyaneh                             |                                        | Village of Abyaneh, provincia di Isfahan | Cultural (ii)(iii)(iv)             | 09/08/2007 |
| The Historical–Cultural Axis of Fin, Sialk, Kashan            |                                        | provincia di Isfahan, Kashan | Cultural (i)(ii)(iii)(iv)(vi)      | 09/08/2007 |
| The Natural-Historical Landscape of Izeh                      | Khuzestan Province                     | Natural (i)(ii)(iii)(iv)(v)(vi) |                                    | 05/02/2008 |
| The Persian House in Central plateau of Iran                  | provincie di Isfahan e Yazd            | Cultural (ii)(iv)(v)(vi) |                                    | 02/02/2017 |
| The Zandiyeh Ensemble of Fars Province                        |                                        | Shiraz, Provincia di Fars | Cultural (vi) 5270                 | 05/02/2008 |
| Touran Biosphere Reserve                                      |                                        | Semnan Province | Natural (x) 5275                   | 05/02/2008 |
| Tous Cultural Landscape                                       |                                        | Tous, Khorasan Province | Cultural (iii)(iv)(vi) 5203        | 09/08/2007 |
| Trans-Iranian Railway                                         |                                        | Mazandaran, Tehran and Khuzestan Provinces | Cultural (ii)(vi) 6195             | 02/02/2017 |
| University of Tehran                                          |                                        | Tehran Province | Cultural (ii)(vi) 6201             | 02/02/2017 |
| Zozan                                                         | Province of Khorasan                   | Cultural (ii)(iii)(iv) 5208 |                                    | 09/08/2007 |